# Lampornis viridipallens
El colibrí gorgiescamoso (Lampornis viridipallens), también denominado gema de garganta verde,  colibrí-serrano gorjiverde (en México), colibrí garganta verde (en México), colibrí montanés cuelliverde, o simplemente colibrí (en Honduras), es una especie de ave apodiforme de la familia Trochilidae —los colibríes— perteneciente al género Lampornis. Es nativo del sur de México y norte de América Central.

## Distribución y hábitat
Se distribuye de forma disjunta desde el sur de México, por la mitad sur de Guatemala, El Salvador, hasta el oeste de Honduras.
Esta especie es considerada generalmente común en sus hábitats naturales: el interior y los bordes de bosques húmedos siempreverdes y de pino-encino, en altitudes entre 900 a 2700  m. Se alimenta entre los estratos bajo a alto.

## Sistemática

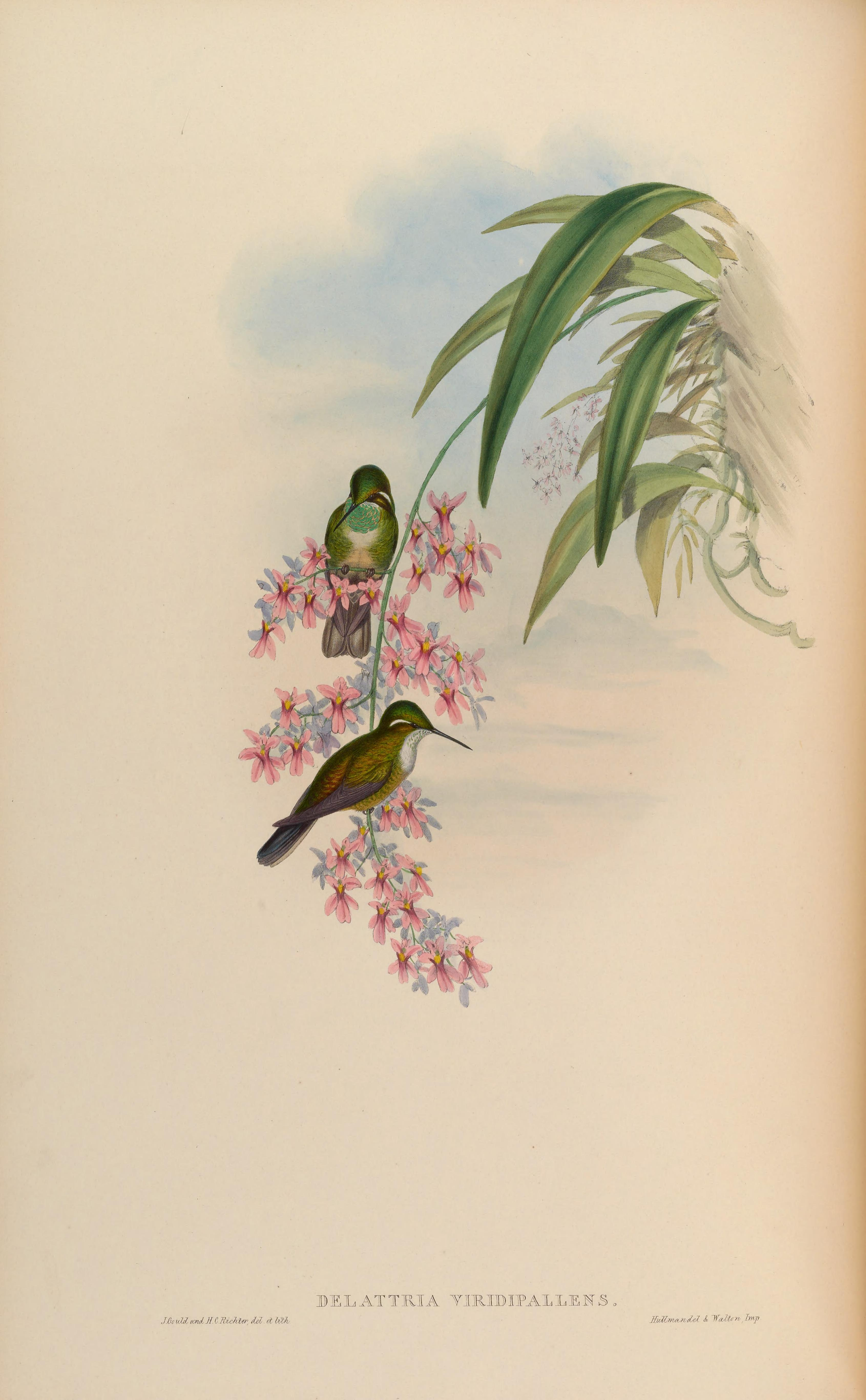
Delattria viridipallens, sinónimo de Lampornis viridipallens, ilustración de Gould y Richter en A monograph of the Trochilidae, or family of humming-birds 2, 1861.

### Descripción original
La especie L. viridipallens fue descrita por primera vez por los ornitólogos franceses Jules Bourcier y Étienne Mulsant en 1846 bajo el nombre científico Trochilus viridi-pallens; su localidad tipo es: «Cobán, Vera Paz, Guatemala».

### Etimología
El nombre genérico masculino «Lampornis» se compone de las palabras del griego «lampē» que significa ‘antorcha’, ‘luz’, y «ornis» que significa ‘ave’; y el nombre de la especie «viridipallens», se compone de las palabras del latín «viridis» que significa ‘verde’, y «pallens» que significa ‘pálido’.

### Taxonomía
Está estrechamente emparentada con Lampornis sybillae, con la que se ha considerado conespecífica. Las subespecies ovandensis y nubivagus se diferencian débilmente  y quizá sería mejor tratarlas como sinónimos de la nominal. La forma propuesta Lampornis viridipallens connectens Dickey & van Rossem, 1929, conocida a partir de un único espécimen del norte de El Salvador, se considera incluida en la nominal.

### Subespecies
Según las clasificaciones del Congreso Ornitológico Internacional (IOC) y Clements Checklist/eBird  se reconocen cuatro subespecies, con su correspondiente distribución geográfica:
- Lampornis viridipallens amadoni Rowley, 1968 – Sierra Atravesada (este de Oaxaca), en el sur de México.
- Lampornis viridipallens ovandensis (Brodkorb, 1939) – tierras altas del sureste de México (Chiapas) y noroeste de Guatemala.
- Lampornis viridipallens viridipallens (Bourcier & Mulsant, 1846) – tierras altas del este de Guatemala, extremo norte de El Salvador y oeste de Honduras.
- Lampornis viridipallens nubivagus Dickey & van Rossem, 1929 – El Salvador (Volcán Ilamatepec).